# L'Émeraude fatale (film, 1922)
Pour les articles homonymes, voir L'Émeraude fatale.
Pour plus de détails, voir Fiche technique et Distribution.
L'Émeraude fatale (titre original : The Green Temptation) est un film muet américain réalisé par William Desmond Taylor, sorti en 1922, peu après la mort du réalisateur.

## Fiche technique
- Titre original : The Green Temptation
- Titre français : L'Émeraude fatale
- Réalisation : William Desmond Taylor
- Scénario : Monte M. Katterjohn, Julia Crawford Ivers, d'après The Noose, de Constance Lindsay Skinner
- Chef-opérateur : James Van Trees
- Dates de sortie : 
  - États-Unis : 18 mars 1922 à New York
  - France : 23 novembre 1923

## Distribution
- Betty Compson : Genelle / Coralyn / Joan Parker
- Mahlon Hamilton : John Allenby
- Theodore Kosloff : Gaspard
- Neely Edwards : Pitou
- Edmund Burns : Hugh Duyker
- Lenore Lynard : Duchesse de Chazarin
- Mary Thurman : Dolly Dunton
- William von Hardenburg : Monsieur Jounet
- Betty Brice : Mrs. Weedon Duyker
- Arthur Stuart Hull : Mr. Weedon Duyker
- Richard Arlen (non crédité)
- Louise Emmons (non créditée)